# Armand Considère
Armand Considère, né le 8 juin 1841 à Port-sur-Saône (Haute-Saône) et mort le 3 août 1914 à Paris, est un ingénieur des ponts et chaussées qui, après avoir créé sa société d'études, a développé les applications du béton armé. Il a inventé le béton fretté.

## Carrière aux ponts et chaussées
Il est élève à l'école polytechnique (X1860). Il en sort pour suivre les cours de l'école des ponts et chaussées. Il entre dans le corps des ponts et chaussées en 1865, nommé à Morlaix. Ce premier poste lui permettra de construire 20 km de routes nouvelles et des ouvrages maritimes.
Pendant la guerre franco-prussienne de 1870, il est officier du génie, puis affecté à l'état-major de l'armée de la Loire.
En 1871, la guerre terminée, il est nommé à Reims, chargé du service ordinaire, de la navigation et de l'hydraulique. En mai 1873, le Conseil général de la Marne met le service vicinal sous la responsabilité de la direction départementale de l'Équipement, puis, au début 1874, accepte la fusion des services de la voirie. Mais en 1875, il demande à être mis en congé illimité pour aller travailler dans le privé, ce qui sera critiqué par son ingénieur en chef.
En 1876, il fait breveter une nouvelle méthode de production de l'acier sans soufflures au cours de son passage aux forges stéphanoises de la Chaléassière. En 1879, il est ingénieur à la Compagnie des forges de Saint-Nazaire.
En 1883, il réintègre l'administration. Il continue à s'intéresser à l'acier, en particulier à la mécanique de sa résistance mécanique et aux phénomènes de striction, d'écrouissage. En 1885, il publie L’Emploi du fer et de l'acier dans les constructions, dans lequel apparaît le critère de striction qui porte désormais son nom (critère de Considère).
En 1885, il est ingénieur en chef du département du Finistère. Il doit gérer 925 km de routes nationales, 5 750 km de chemins vicinaux, le service maritime, le service des phares et balises, le service hydraulique et le développement des voies ferrées du réseau local de chemin de fer.
Entre 1892 et 1894, il va polémiquer avec Clément Colson sur les formules économiques d'exploitation des lignes de chemin de fer d'intérêt local et leur rentabilité « sociale ».
Le 29 avril 1900, la passerelle du Globe céleste, construite pour l'Exposition universelle, qui franchit l'avenue de Suffren s'effondre en faisant 9 morts et plusieurs blessés graves (accident de la passerelle du boulevard de La Tour-Maubourg). Elle avait été conçue par Napoléon de Tédesco et construite suivant le système Matrai. Le jugement qui interviendra plus tard condamnera la Ville de Paris pour avoir fait des fouilles trop près. Cet accident montrait qu'il fallait préciser les règles de calculs et d'emploi du béton armé.
Le 19 décembre 1900, une commission du ciment armé est formée par arrêté ministériel qui demande « d'étudier les questions relatives à l'emploi du ciment armé, de procéder aux recherches nécessaires pour déterminer, dans la mesure du possible, les règles susceptibles d'être admises pour l'emploi de ce mode de construction dans les travaux publics ». Elle est placée sous la présidence de Théodore Lorieux, et après sa mise à la retraite, Jean Résal. Armand Considère en est le rapporteur. Elle comprend en outre les ingénieurs en chef des ponts et chaussées Bechmann, Louis Harel de la Noë, Charles Rabut, l'ingénieur ordinaire Augustin Mesnager, le chef d'escadron d'artillerie Hartmann et le capitaine du génie Boitel représentant le ministère de la Guerre, les architectes Jacques Hermant et Charles Albert Gautier et les ingénieurs civils Coignet, Hennebique et E. Candlot, directeur de la Compagnie parisienne des ciments Portland artificiels. Elle doit définir une base réglementaire pour la mise en œuvre et le dimensionnement des ouvrages en béton armé.
En février 1901, à la première réunion, Théodore Lorieux fait référence au règlement de 1891 sur les constructions métalliques. Le cas du béton armé est très différent car il pose le problème de deux matériaux aux comportements très différents et de la manière dont ils sont associés. La commission ne traitera pas des différents systèmes existants — Hennebique, Cottancin, Matrai, Bonna, … — mais du matériau béton armé.
En novembre 1901, après 15 ans passés dans le Finistère, il quitte ce service. Il profita de son passage dans ce département pour étudier un projet pour le pont de Plougastel qu'il fit étudier par l'ingénieur Gaston Pigeaud. Dans le même temps, il commence à s'intéresser à ce nouveau matériau qu'est le béton armé. Il publia plusieurs articles sur ce matériau dans les Annales des ponts et chaussées. Il écrit : « grâce à la disposition des armatures j'ai pu obtenir un quadruplement de la résistance d'un prisme de béton…. Assurément on aura pour appliquer à ce nouveau principe bien des questions à résoudre et vous comprendrez que je manquerais à mon devoir en ne m'en occupant pas », et demande qu'un cours sur ce nouveau matériau soit donné à l'école des ponts et chaussées.
Jusqu'en 1905, les travaux de la commission consistent en un vaste programme d'expérimentation. Elle se décompose alors en trois sous-commissions, dont deux sont chargées des essais. Une est présidée par Charles Rabut. Elle fait des essais sur les ouvrages déjà réalisés, essentiellement ceux conçus par François Hennebique pour l'Exposition universelle. L'autre est sous la direction d'Armand Considère. Elle se consacre exclusivement à des essais en laboratoire. Elle a pour objectif d'en déduire des règles scientifiques de calcul. Le travail de la sous-commission présidée par Charles Rabut doit servir à vérifier ces règles sur des ouvrages existants. Les essais sont faits au laboratoire de l'école des ponts et chaussées placé sous la direction d'Augustin Mesnager. La phase la plus délicate sera l'interprétation et la rédaction des conclusions à partir des résultats des travaux d'expérimentation. La Commission prend en compte les travaux faits à l'étranger comme la théorie de M. Christophe parue dans les Annales des Travaux publics de Belgique.
En décembre 1901, Armand Considère dépose le brevet du béton fretté no 316.882. Les études faites par Augustin Mesnager, Armand Considère et le professeur Bach du laboratoire de l'école technique de Stuttgart avaient montré que « la résistance de poteaux frettés est trois fois plus élevée que celle de poteaux armés de barres longitudinales entretoisées suivant les procédés ordinairement employés. Le frettage du béton consiste à noyer, dans la masse, une ou plusieurs spires en acier ». Napoléon de Tedesco indique dans un article de la revue Le Génie civil de janvier 1920 qu'Armand Considère avait constaté que « l'écrasement des pièces comprimées, quelle que soit leur nature, ne peut se produire qu'à la suite d'un gonflement transversal », donc « combattre le gonflement, c'était combattre l'écrasement ». D'après la revue Le Génie civil du 2 mars 1906, ces frettes « augmentaient la résistance à l'écrasement des pièces en béton quatre fois plus qu'un égal volume d'armatures de types usuels ».
En 1902, il devient inspecteur général des ponts et chaussées. À la proposition de Considère de faire des conférences sur son procédé de béton armé, le conseil de l'école des ponts et chaussées répond qu'il n'y a pas lieu d'introduire dans l'enseignement de l'école des conférences sur des matières traitées dans un cours. Il existe en effet un cours de béton armé à l'école des ponts et chaussées fait par Charles Rabut depuis 1897.
En 1905, Armand Considère constate que ses idées sur le béton armé, jugées trop hardies, ne sont pas partagées par les membres de la commission du ciment armé. Il décide de demander à prendre sa retraite pour pouvoir les développer en tant qu'ingénieur-concepteur. Le 1er novembre 1905, Armand Considère prend sa retraite de l'administration.
Mars 1906 : le conseil général des ponts et chaussées décide de désigner une seconde commission de trois membres pour rédiger son rapport. Elle comprend les inspecteurs généraux des ponts et chaussées Lévy, de Préaudeau et Vétillart. Elle est placée sous la présidence de Maurice Lévy qui est aussi rapporteur. La commission écoute les propositions des majoritaires de la première commission, mais aussi les minoritaires, Rabut et Considère.
Le rapport de la Commission du ciment armé a été discuté en réunion du conseil général des ponts et chaussées dans sa séance du 15 mars. Le 20 octobre 1906 est signée la Circulaire concernant les instructions relatives à l'emploi du béton armé. Le texte de l'instruction introduit affirme que « le module élastique du béton, comme celui de l'acier, pratiquement constant ». Eugène Freyssinet fit la désagréable expérience de l'erreur de cette affirmation sur le pont du Veurdre. Les instructions de 1906 ignoraient les phénomènes de déformations différées du béton dues au fluage.
La circulaire de 1906 comprend :
- les instructions relatives à l'emploi du béton armé ;
- le rapport de la seconde commission.

Les instructions donnent dans leurs vingt cinq articles des données pour la préparation des projets, pour les calculs de résistances, sur l'exécution des travaux et enfin sur les épreuves des ouvrages. Le taux de travail admissible du béton a été pris plus important qu'en Allemagne et en Suisse. Par ailleurs, Rabut et Considère ont fait admettre de limiter les instructions sur les calculs de résistance à des indications générales pour « éviter tout ce qui pourrait tendre à restreindre, en cette matière, la liberté scientifique des ingénieurs ».
François Hennebique écrit dans sa revue Le Béton armé de novembre 1911 : « Nous voulons bien, pour permettre aux administrations de satisfaire aux extravagantes exigences de ce monstre anonyme « Le Contrôle », appliquer les si laborieuses formules de la circulaire; nous voulons bien nous livrer à des calculs inutiles et fantaisistes; mais de grâce, que l'on nous dise au moins une fois pour toutes comment il faut faire ces calculs ».

## L'ingénieur-conseil

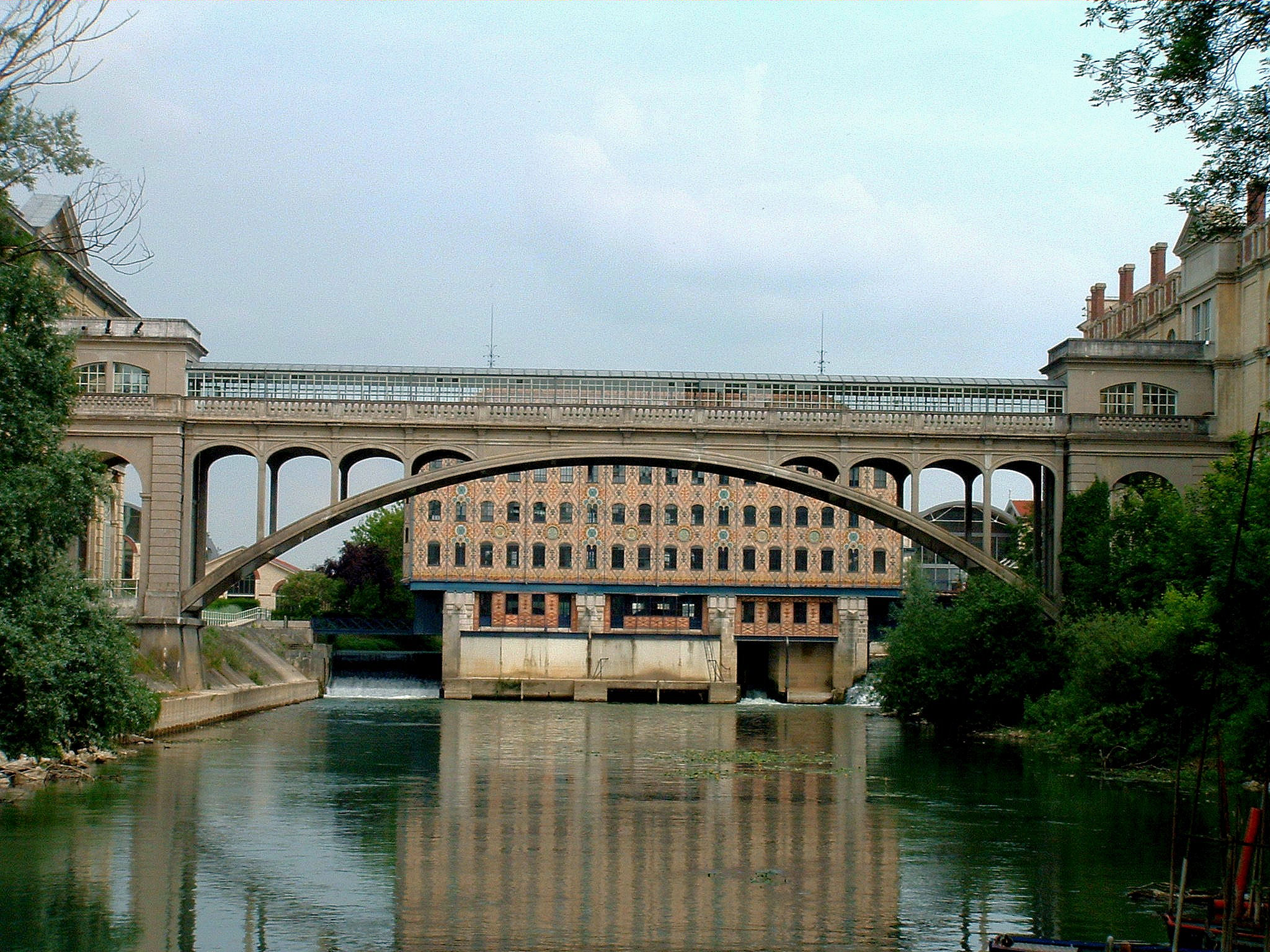
Le pont Hardi de la nouvelle chocolaterie Menier (1906), à Noisiel (Seine-et-Marne).

En 1906, il fonde son propre bureau d'études, Considère et Compagnie, spécialisé dans la conception d'ouvrages en béton armé et en béton fretté.
Il conçoit deux ponts en 1906 :
- le pont sur la Sée, à la sortie nord d'Avranches ;
- le pont Hardi au-dessus d'un bras mort de la Marne, pour la chocolaterie Menier à Noisiel. Le pont est construit par l'entreprise Loup, concessionnaire.

Il collabore également au bâtiment de la nouvelle chocolaterie Menier, dit la « Cathédrale », dont l'architecte est Stephen Sauvestre. Ce bâtiment en béton fretté est édifié en 1906.
En 1908, l'ingénieur Henry Lossier s'associe au bureau d'études de Considère avant de créer son propre bureau d'études en 1919 après avoir été engagé et blessé au cours de la Grande guerre.
En 1908-1909, il conçoit avec Henry Lossier trois ponts en arc pour la ligne de tramway de Saint-Martin-Vésubie à Levens dans les Alpes-Maritimes.
En 1910, la société prend le nom de Considère-Pelnard et Compagnie quand un de ses gendres, Louis Pelnard, polytechnicien ingénieur au corps des Mines, le rejoint.
En 1912, c'est Albert Caquot, polytechnicien et ingénieur des ponts et chaussées, qui entre dans la société où il donnera toute la dimension de son talent. La société devient alors la société Pelnard-Considère-Caquot. Elle ne fermera ses portes que dans les années 1970.
En août 1913, Armand Considère écrit dans une note de présentation de son procédé : « l'application des prescriptions de la circulaire ministérielle de 1906 est actuellement la base des cahiers des charges non seulement des administrations mais de la plupart des sociétés privées et les architectes mêmes l'imposent de plus en plus, au moins dans les concours… Les théories particulières évoluent vers celle qui résume de façon la plus simple, sinon la plus rigoureuse, les expériences de la Commission du béton armé ». Les systèmes constructifs des origines avec leurs règles particulières vont disparaître pour ne laisser que le règlement de calcul du béton armé.

## Publications
- Influence des pressions latérales sur la résistance des solides à l'écrasement, p. 258-262, Annales des ponts et chaussées, 1904, 2e trimestre (lire en ligne).
- Faculté que le béton armé possède de supporter de grands allongements, p. 233-237, Annales des ponts et chaussées, 1905, 1er trimestre (lire en ligne).
- Calcul des ponts en arc et des ponts suspendus, p. 81-104, Annales des ponts et chaussées, 1905, 1er trimestre (lire en ligne).
- Essai à outrance du pont d'Ivry, p. 5-46, Annales des ponts et chaussées, 1903, 3e trimestre (lire en ligne).
- Résistance à la compression du béton armé et du béton fretté, p. 5-7, Le génie civil, no 1064, 1er novembre 1902 (lire en ligne).
- Résistance à la compression du béton armé et du béton fretté, p. 20-24, Le génie civil, no 1065, 8 novembre 1902 (lire en ligne)
- Résistance à la compression du béton armé et du béton fretté, p. 38-40, Le génie civil, no 1066, 15 novembre 1902 (lire en ligne).
- Résistance à la compression du béton armé et du béton fretté, p. 58-60, Le génie civil, no 1067, 22 novembre 1902 (lire en ligne).
- Résistance à la compression du béton armé et du béton fretté, p. 72-74, Le génie civil, no 1068, 29 novembre 1902 (lire en ligne).
- Résistance à la compression du béton armé et du béton fretté, p. 82-86, Le génie civil, no 1069, 6 décembre 1902 (lire en ligne).
- Résistance à la compression du béton armé et du béton fretté, p. 140, Le génie civil, no 1072, 27 décembre 1902 (lire en ligne).